# عمیق (فیلم ۲۰۱۲)
عمیق (ایسلندی: Djúpið) فیلمی در ژانر درام به کارگردانی بالتاسار کورماکور است که در سال ۲۰۱۲ منتشر شد.